# Dicranomyia kauaiensis
Dicranomyia kauaiensis là một loài ruồi trong họ Limoniidae. Chúng phân bố ở miền Australasia.